# جف گارلین
جف گارلین (انگلیسی: Jeff Garlin؛ زادهٔ ۵ ژوئن ۱۹۶۲) یک هنرپیشه، کارگردان، و فیلم‌نامه‌نویس اهل ایالات متحده آمریکا است.
از فیلم‌ها یا برنامه‌های تلویزیونی که وی در آن نقش داشته است می‌توان به زیاد ذوق‌زده نشو، وال-ئی، پارانورمن، مهدکودک بابا، دور از خانه، کندذهن‌ها، فاجعه و جادوگران محله ویورلی اشاره کرد.